# Thập niên 700 TCN
Thập niên 700 TCN hay thập kỷ 700 TCN chỉ đến những năm từ 700 TCN đến 709 TCN.